# Шишупала
Шишупа́ла (санскр. शिशुपाल, IAST: Śiśupāla) — герой индуистской мифологии, правитель Чеди и двоюродный брат Кришны. Его смерть описывается в Махабхарате, а также в отдельной эпической поэме «Шишупала-бадха» (VII—VIII века).

## Жизнеописание
Его отцом был царь Чеди Дамагхоша, а матерью — сестра Васудевы по имени Шрутадева. Шишупала родился с тремя глазами и четырьмя руками. Астролог предсказал, что он избавится от лишних рук и своего третьего глаза после того, как встретит человека, который впоследствии убьёт его. Однажды царство Чеди посетил Кришна. Как только он посадил ребёнка себе на колени, у того пропали третий глаз и две руки. При виде этого Шрутадева попросила Кришну пообещать простить Шишупалу, в случае если Шишупала будет оскорблять его.
После того, как Шишупала вырос и взошёл на престол, ему в жёны была обещана Рукмини, дочь царя Видарбхи. Рукмини, однако, была влюблена в Кришну и попросила своего возлюбленного увезти её в Двараку. В день свадебной церемонии Кришна вместе со своим братом Баларамой и другими воинами похитил Рукмини. Это привело к непримиримой вражде между Кришной и Шишупалой. Несмотря на наносимые Шишупалой оскорбления, Кришна, помня о своём обещании, всегда прощал его.
После того, как Пандавы получили половину царства от Дхритараштры, Юдхиштхира взошёл на престол в Индрапрастхе. На церемонию коронации были приглашены Шишупала и другие правители соседних стран. Для участия в церемонии одного из гостей надо было назвать главным. По совету Бхишмы Юдхиштхира назвал таковым Кришну, что привело Шишупалу в ярость. Он заявил, что Кришна не был кшатрием и был далеко не самым мудрым, благородным и храбрым из присутствующих гостей.
Многие из царей встали на сторону Шишупалы. Когда выяснилось, что Кришна был избран Юдхиштхирой по просьбе Бхишмы, Шишупала обрушил на него свой гнев и потоки оскорблений. Тогда Кришна, не желая более сносить оскорбительных речей Шишупалы, бросил в него своим личным оружием Сударшана-чакрой, снёсшим сопернику голову. Описывается, что Шишупала настолько ненавидел Вишну (воплотившегося в образе Кришны), что постоянно строил планы его погибели, даже во сне. Из-за того, что его мысли были всегда сосредоточены на Вишну, сразу же после смерти его душа слилась с безличным Брахманом, получив таким образом освобождение.